# Urindogermanische Kopula
Alle indogermanischen Sprachen haben ein Verb, das die Aufgabe einer Kopula wahrnimmt. Das lateinische Wort lateinisch copula „Verbindungsstück, das Verbindungsband, die Leine“ bedeutet in diesem Zusammenhang das „Verknüpfende“ oder „Verbindende“.

## Definition und Aufgabe der Kopula im Satzbau
In der Sprachwissenschaft wird die Kopula verwendet, um das Subjekt eines Satzes mit einem Prädikat zu verknüpfen. Das Wort „Kopula“ stammt vom lateinischen Nomen für eine „Verbindung oder Kupplung“, die zwei unterschiedliche Dinge miteinander verbindet.
Im Satzbau wird die Kopula entweder „zweistellig“ oder „einstellig“ angewandt.
Beispiele
„Zweistellig“ angewandt verbindet die Kopula zwei Elemente mit der Bedeutung, dass sie gedanklich zusammengehören, einander gleichzusetzen (identisch) sind.
- Sokrates war ein Mensch. (benannte Person gehörte zur Gattung „Menschen“.)
- Fritz ist mein Vetter. (benannte Person gehört zur Verwandtschaft „Vettern“.)
- Das Auto ist blau. (Gegenstand hat die = gehört zur Farbe „blau“)

„Einstellig“ angewandt (ohne ein zweites Element) bezeichnet eine Kopula einfach das Vorhandensein, die Existenz:
- Ich denke, also bin ich.

## Beugungsformen (Konjugation)
In ihren Beugungsformen ist die Kopula das unregelmäßigste Verb der indogermanischen Sprachen, einerseits, weil sie am meisten benutzt wird, und andererseits, weil Indogermanisch mehrere solcher Verben hatte, was in den Tochtersprachen dazu führte, dass aus konjugierten Formen verschiedener alter Verben neue Verben mit „mehrstämmiger Konjugation“ gebildet wurden. Beispielsweise kommen in der deutschen Verbgruppe „sein“ die Formen „sind, seid, sei“ vom selben Stamm wie der Infinitiv, nämlich „sein“, aber die Formen „bin, bist“ vom vormaligen Verb „birn“ und die Formen „war, wäre, gewesen“ vom vormaligen Verb „wesen“.
Das englische Verb „to be“ bildet ebenso eine unregelmäßige Sonderform mit acht möglichen Konjugationen. Diese sind: „be, am, is, are, being, was, were, been“ (sein, bin, ist, sind, seiend, war, waren, gewesen) und zusätzlich noch weiteren älteren Personalformen „art, wast, wert, beest“. Dabei sind „be, being, been, beest“ ebenso dem ehemaligen Verb „birn“ zuzuordnen, wie „was, wast, were, wert“ dem Verb „wesen“.

## Die indogermanischen Wurzeln

### *h₁es-
Die Wurzel *h₁es- war im Urindogermanischen auf jeden Fall bereits eine Kopula. Die e-Stufe (siehe Ablaut) wird in Formen wie dem deutschen ist, Latein est, wieder angetroffen, während die Schwundstufe Formen hervorruft, die mit /s/ beginnen, wie deutsch sind oder französisch sommes. In der Ursprache war *h₁es- ein athematisches Verb auf -mi, also war die erste Person Singular *h₁esmi; diese Flexion überlebt im Englischen am, Sanskrit asmi, Latein sum, Altkirchenslawisch esmь, …usw.
Der Präsens Indikativ wird für die Indogermanische Ursprache normalerweise wie folgt rekonstruiert:
| Person | Singular | Plural    |
| ------ | -------- | --------- |
| 1      | *h₁és-mi | *h₁s-més  |
| 2      | *h₁és-si | *h₁s-th₁é |
| 3      | *h₁és-ti | *h₁s-énti |

### *bʰuH-
Die Wurzel *bʰuH- (wobei H für einen Laryngal unbekannter Qualität steht) bedeutet wahrscheinlich ‚wachsen, gedeihen‘, dann auch ‚entstehen, werden‘. Das ist die Quelle des englischen Infinitivs be und des Partizips been (germanische Partizipien enden auf -an) sowie, beispielsweise, der keltischen Futurform bithidh. Urindogermanisches /bʰ/ wird zu Latein /f/, also kommen das lateinische Partizip futūrus und der Perfektstamm fuī; Latein fiō ‚ich werde‘ (mit einer Modifikation) auch von dieser Wurzel, wie auch das griechische Verb φύω. Das Verb wurde wie folgt konjugiert:
| Person | Singular    | Plural        |
| ------ | ----------- | ------------- |
| 1      | *bʰuH-yó-h₂ | *bʰuH-yó-me-  |
| 2      | *bʰuH-yé-si | *bʰuH-yé-th₁e |
| 3      | *bʰuH-yé-ti | *bʰuH-yó-nti  |

### *h₂ues-
Die Wurzel *h₂ues- bedeutete vielleicht ‚verweilen, wohnen, übernachten‘. Die e-Stufe zeigt sich im deutschen Partizip gewesen, die o-Stufe (*h₂uos-) überlebt im Englischen und Althochdeutschen was. (Die germanischen Flexionen mit /r/ wie waren resultieren aus einem grammatischen Wechsel.)
| Person | Singular  | Plural     |
| ------ | --------- | ---------- |
| 1      | *h₂ues-mi | *h₂us-mes  |
| 2      | *h₂ues-si | *h₂us-th₁e |
| 3      | *h₂ues-ti | *h₂us-enti |

### *h₁er-
(Die Wurzel *h₁er- bedeutete ‚bewegen‘. Es handelt sich um die Herkunft des altnordischen Präsensstamms.)
| Person | Singular  | Plural     |
| ------ | --------- | ---------- |
| 1      | **h₁er-mi | **h₁r-mes  |
| 2      | **h₁er-si | **h₁r-th₁e |
| 3      | **h₁er-ti | **h₁r-enti |

Der altnordische Präsensstamm kann auch von der Wurzel *h₁es- abgeleitet sein, womit er sich viel besser in die Reihen der übrigen germanischen Sprachen einfügte. Dies würde auch erklären, warum die Formen der zweiten und dritten Person sg. ein s aufweisen. Die r-Formen können als Ergebnisse eines Rhotazismus erklärt werden.

### *steh₂-
Die Wurzel *steh₂- bedeutet, wie leicht ersichtlich ist, ‚stehen‘. Latein stō, stare, das von dieser Wurzel kommt, behielt die Bedeutung ‚stehen‘, bis es im Vulgärlatein in gewissen Umständen zu einer Kopula wurde. Dieser Gebrauch überlebt in einigen romanischen Sprachen und dem Gälischen, die es als eine von zwei Kopulae benutzen, und in einigen Sprachen ersetzt auch das Partizip Perfekt der Wurzel *steh₂- das der eigentlichen Kopula.
| Person | Singular  | Plural     |
| ------ | --------- | ---------- |
| 1      | *steh₂-mi | *sth₂-mes  |
| 2      | *steh₂-si | *sth₂-tste |
| 3      | *steh₂-ti | *sth₂-enti |

## Die resultierenden Flexionen

### Germanisch
|                  | Altnordisch                        | Schwedisch | Altenglisch                | Altenglisch        | Englisch                  | Althochdeutsch                                | Deutsch                         | Gotisch                                   | Niederländisch                   |
| Infinitiv        | vera                               | vara       | wesan                      | bēon               | be                        | wesan                                         | sein                            | wisan                                     | zijn                             |
| Präsens          | em ert (est) er (es) erum eruð eru | är         | eom eart is sint sint sint | bēo bist biþ bēoþ  | am are (†art) is are      | bim bis(t) ist sum(es), birum sīt, birut sint | bin bist ist sind seid sind     | im is ist sijum sijuþ sind                | ben bent is zijn                 |
| Konjunktiv       | siá sér sé sém séð sé              | vore       | sīe sīen                   | bēo bēon           | be be                     | sī sīs(t) sī sīm(es) sī(n)t sīn               | sei seist sei seien seiet seien | sijau sijais sijai sijaima sijaiþ sijaina | †zij †zij †zij †zijn †zijn †zijn |
| Präteritum       | var vast var várum váruþ váru      | var        | wæs wǣre wæs wǣron         | wæs wǣre wæs wǣron | was were (†wast) was were | was wāri was wārum wārut wārun                | war warst war waren wart waren  | was wast was wesum wesuþ wesun            | was waren                        |
| Partizip Perfekt | verit                              | varit      | geweson                    | ġebēon             | been                      | giwesan                                       | gewesen                         | gewesuþ                                   | geweest                          |

### Latein und romanische Sprachen
|                  | Latein                      | Latein                            | Französisch                  | Französisch                         | Spanisch                   | Spanisch                              | Portugiesisch            | Portugiesisch                          | Italienisch                 | Italienisch                      |
| Infinitiv        | esse                        | stare                             | être                         | ester                               | ser                        | estar                                 | ser                      | estar                                  | essere                      | stare                            |
| Präsens          | sum es est sumus estis sunt | sto stas stat stamus statis stant | suis es est sommes êtes sont | este estes este estons estez estent | soy eres es somos sois son | estoy estás está estamos estáis están | sou és é somos †sois são | estou estás está estamos †estais estão | sono sei è siamo siete sono | sto stai sta stiamo state stanno |
| Konjunktiv       | sim                         | stem                              | sois                         | este                                | sea                        | esté                                  | seja                     | esteja                                 | sia                         | stia                             |
| Präteritum       | fui                         | steti                             | fus                          | estai                               | fui                        | estuve                                | fui                      | estive                                 | fui                         | stetti                           |
| Imperfekt        | eram                        | stabam                            | étais                        | estais                              | era                        | estaba                                | era                      | estava                                 | ero                         | stavo                            |
| Futur            | ero                         | stabo                             | serai                        | esterai                             | seré                       | estaré                                | serei                    | estarei                                | sarò                        | starò                            |
| Partizip Perfekt | n/a                         | statum                            | été                          | esté                                | sido                       | estado                                | sido                     | estado                                 | †suto                       | stato                            |

Auf Altfranzösisch, Spanisch, Katalanisch, Portugiesisch und Italienisch gibt es zwei Verbalbildungen, ser/èsser/essere aus esse ‚sein‘ und estar/stare aus stare ‚stehen‘.

### Balto-slawische Sprachen
|                         | Altkirchenslawisch                      | Ukrainisch                                     | Obersorbisch                           | Niedersorbisch                     | Tschechisch                         | Slowakisch                         |
| Infinitiv               | byti                                    | buty                                           | być                                    | byś                                | být                                 | byť                                |
| Präsens                 | esmь esi estь esmъ este sǫtъ            | je                                             | sym sy je smy sće su                   | som sy jo smy sćo su               | jsem jsi, jseš je jsme jste jsou    | som si je sme ste sú               |
| Imperfekt               | – běaše – běaxǫ                         |                                                | běch běše běchmy běsće běchu           | běch běšo                          |                                     |                                    |
| Imperfekt Aorist        | běxъ bě běxomъ *běste běšę              |                                                | běch bě běchmy běsće běchu             |                                    |                                     |                                    |
| Futur                   | bǫdǫ bǫdeši bǫdetъ bǫdemъ bǫdete bǫdǫtъ | budu budeš bude(t′) budem(o) budete budut′     | budu budźeš budźe budźemy budźeće budu | budu buźoš buźo buźomy buźośo budu | budu budeš bude budeme budete budou | budu budeš bude budeme budete budú |
| Imperativ               | – bǫdi bǫděmъ bǫděte bǫdǫ               | – buvaj/bud′ – buvajmo/bud′mo buvajte/bud′te – | – budź – budźće –                      | – buź – buźćo –                    |                                     | – buď – buďte –                    |
| Perfekt Aorist          | byxъ by(stъ) byxomъ byste byšę          |                                                |                                        | bych, buch by, bu                  |                                     |                                    |
| Partizip Präsens        | sy m. sǫšti f. sy n.                    | buvajučyj m. buvajuča f. buvajuče n.           |                                        | buducy                             |                                     |                                    |
| Partizip Resultativ     | bylъ m. byla f. bylo n.                 |                                                | był m. była f. było n.                 | był m. była f. było n.             | byl m. byla f. bylo n.              | bol m. bola f. bolo n.             |
| Partizip Perfekt Aktiv  | byvъ m. byvъši f. byvъ n.               |                                                |                                        |                                    |                                     |                                    |
| Partizip Perfekt Passiv |                                         | buvšyj m. („former“ adj.) buvša f. buvše n.    |                                        |                                    |                                     | byvší, byvšia, byvšie (veraltet)   |

|            | Lettisch                              | Litauisch                                       |
| ---------- | ------------------------------------- | ----------------------------------------------- |
| Infinitiv  | būt                                   | būti                                            |
| Präsens    | esmu esi ir esam esat ir              | esù esì yrà ẽsame ẽsate yrà                     |
| Präteritum | biju biji bija bijām bijāt bija       | buvaũ buvaĩ bùvo bùvome bùvote bùvo             |
| Imperfekt  |                                       | būdavau būdavai būdavo būdavome būdavote būdavo |
| Futur      | būšu būsi būs būsim būsit, būsiet būs | būsiu būsi bùs būsime būsite bùs                |
| Imperativ  | esi! esiet!                           | būk! būkime! būkite                             |

### Keltische Sprachen
In den frühesten bezeugten keltischen Sprachen wurde zwischen dem sogenannten Verbum substantivum und der Kopula unterschieden.
Die Flexion auf Altirisch und Mittelwalisisch geht wie folgt:
|            | Altirisches Verbum subst.                                    | Altirische Kopula                 | Mittelwalisisch                                |
| Präsens    | (at)·tó (at)·taí (at)·tá (at)·taam (at)·taïd (at)·taat       | am at is ammi adib it             | wyf wyt yw, mae, taw, oes ym ywch ynt, maen(t) |
| Präteritum | ·bá ·boí ·bámmar ·baid ·bátar                                | basa ba bommar nicht belegt batar | buum buost bu buam buawch buant                |
| Futur      | bia bie bieid, ·bia beimmi, ·biam bethe, ·bieid bieit, ·biat | be bid bimmi nicht belegt bit     | bydaf bydy byd bydwn bydwch bydant             |